# Jacumba (Kalifornija)
Jacumba je naseljeno područje za statističke svrhe u američkoj saveznoj državi Kalifornija. Prema popisu stanovništva iz 2010. u njemu je živjelo 561 stanovnika.